# Gabriel Filmtheater
Koordinaten: 48° 8′ 35,9″ N, 11° 33′ 36,9″ O

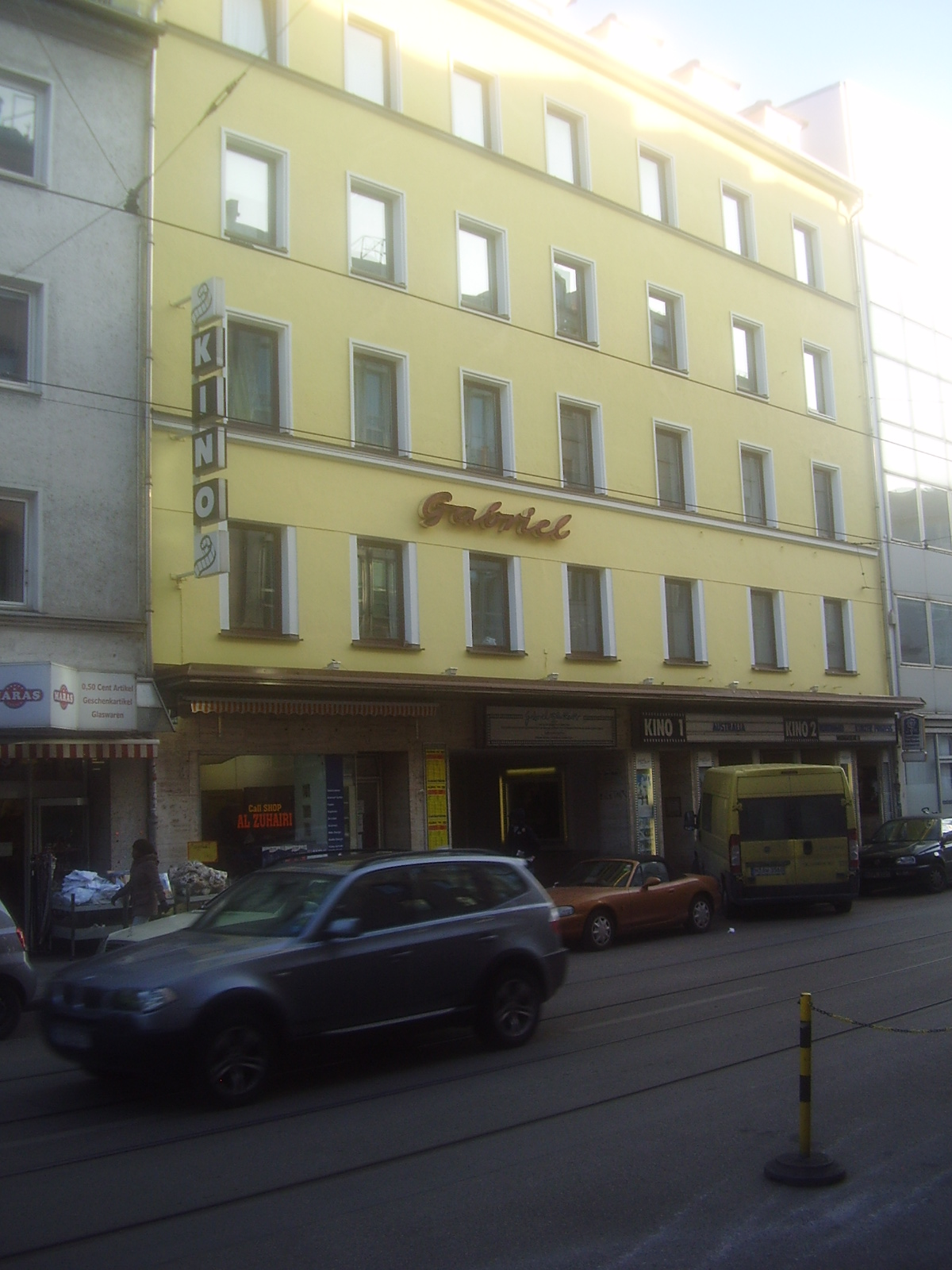
Gabriel Filmtheater (2009)

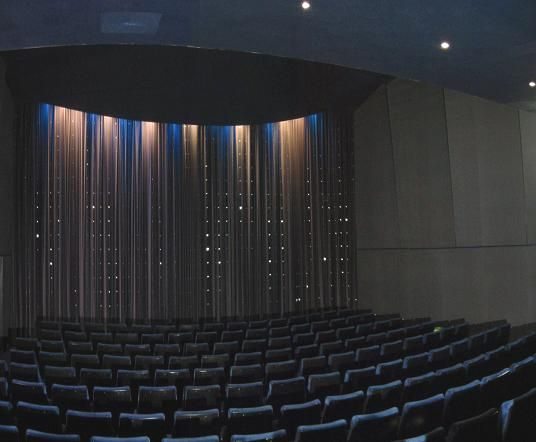
Gabriel Filmtheater – Kino 1

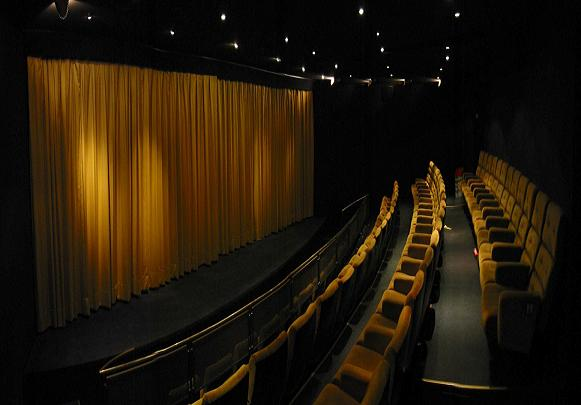
Gabriel Filmtheater – Kino 2

Das Gabriel Filmtheater war ein Kino in München, das zu den ältesten Filmtheaterbetrieben der Welt zählte. Es befand sich in der Dachauer Straße 16 im Münchner Stadtteil Maxvorstadt.

## Geschichte
Carl Gabriel (1857–1931) beantragte am 16. Februar 1907 den Umbau einer Gaststätte im damaligen Wohn- und Geschäftshaus Dachauer Straße 16 zu einer Vorführstätte für „lebende Fotografie“. Gabriel betrieb schon seit 1894 zusammen mit seinem Kompagnon Emil Hammer ein Panoptikum in München, wo sie ab 1896 auch „lebende Bilder“ vorführten. Am 21. April 1907 wurde schließlich mit The American Bio-Cie. „Carl Gabriels Theater lebender Bilder“ eröffnet.
Bis zu seinem Tod am 24. Februar 1931 wurde das Kino von Gabriel selbst geführt. Sein Testamentsvollstrecker verpachtete es ab 1932 an den Kinounternehmer Josef Kügle. Am 21. November 1936 wurde das Anwesen dann an die Betreiber der Roseneck Lichtspiele in Ingolstadt (eröffnet am 20. November 1926) Ludwig und Franziska Büche veräußert, die mit ihrem Sohn Hans Büche (* 1902 † 1975) auch den Kinobetrieb übernahmen. Die Büches führten das Kino, das wieder als Gabriel Filmtheater firmierte, bis in die vierte Generation.
Aufgrund der angespannten wirtschaftlichen Situation für Kinos entschied sich die Familie, das Haus zu verkaufen. Das Gabriel Filmtheater schloss im April 2019.

## Ausstattung
Der Kinosaal (ursprünglich mit Balkon, 1976 abgeteilt als Kino 2) wurde 1955/56 errichtet, die letzte Komplettrenovierung erfolgte 1994.
Das „Kino 1“ im Erdgeschoss hatte 208 Sitzplätze, die Leinwand war 48 m² groß. Der Saal war mit zwei 35-mm-Filmprojektoren und mehreren Hochleistungsbeamern ausgestattet, die Dolby Digital Surround EX Tonanlage hatte eine Leistung von 4.200 Watt.
Das „Kino 2“ im Obergeschoss hatte 63 Sitzplätze. Bei einem Bildformat von 1:2,35 (Cinemascope) war die Bildgröße 21 m². Es war mit 35-mm-Filmprojektoren und einem Hochleistungsbeamer ausgestattet, die Dolby Digital-Tonanlage hatte eine Leistung von 1.200 Watt.